# مانفريد بوك
مانفريد بوك (بالألمانية: Manfred Bock)‏ (و. 1941 – 2010 م) هو لاعب كرة سلة، ومنافس ألعاب قوى ألماني، ولد في هامبورغ، شارك في الألعاب الأولمبية الصيفية 1960، توفي عن عمر يناهز 69 عاماً.

## روابط خارجية
- مانفريد بوك على موقع اللجنة الأولمبية الدولية (الإنجليزية)
- مانفريد بوك على موقع أوليمبيديا (الإنجليزية)